# Винтовая симметрия

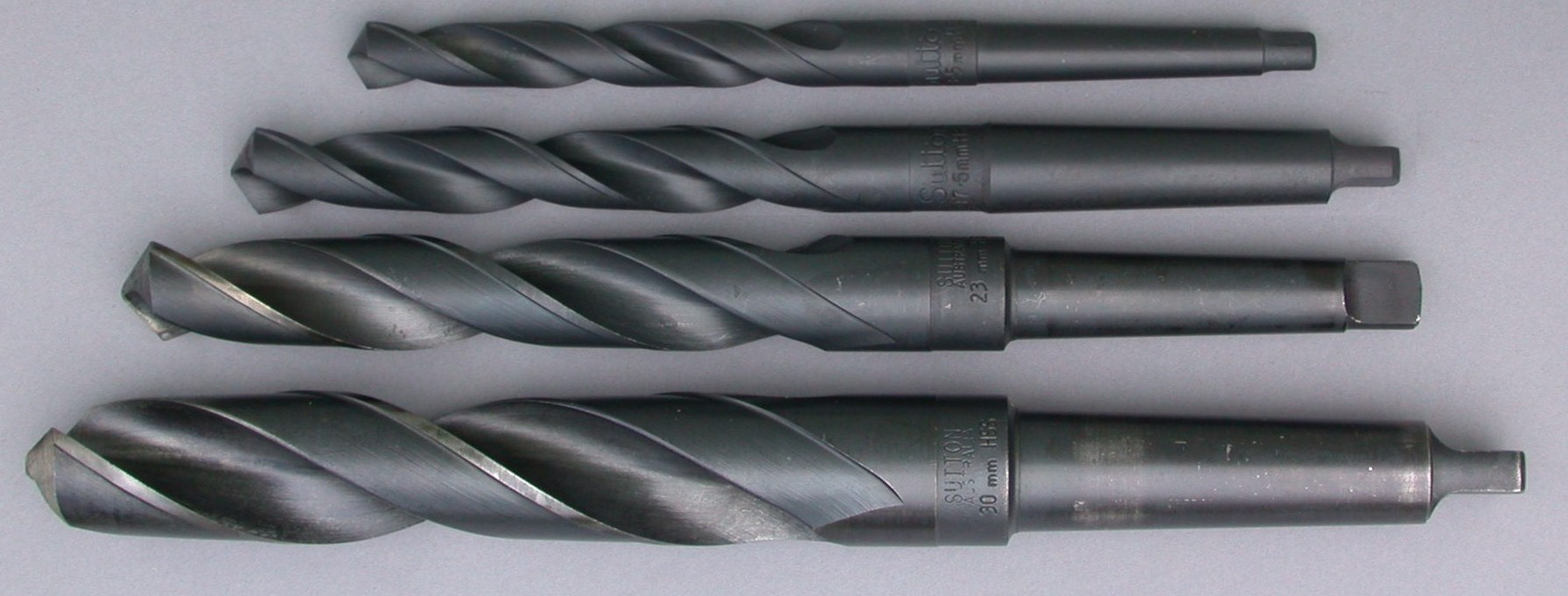
Поверхность сверла можно считать приближением винтовой симметрии

Винтовая симметрия — это симметрия объекта относительно группы преобразований, являющихся композицией преобразования поворота объекта вокруг оси и переноса его вдоль этой оси.
По строению группы преобразований винтовая симметрия разделяется на
- Бесконечную винтовую симметрию
- Винтовую симметрию n-го порядка
- Неповторяющуюся винтовую симметрию

## В биологии
В биологии винтовая симметрия присуща некоторым вирусам, например капсид вируса табачной мозаики представляет собой 130 витков с шагом спирали 23 Å. 

## Винтовая ось симметрии
Преобразование объектов происходит спирально по винтовой оси симметрии или геликогире, элемент поворачивается вокруг оси симметрии с постоянной угловой скоростью и сдвигается поступательно вдоль оси. Различается правостороннее и левостороннее закручивание спирали.
В кристаллических структурах ось симметрии может быть двойная, тройная, четверная и шестерная и обозначается Lt2, Lt3, Lt4, Lt6. 